# Les Détraqués (film, 1967)
Pour les articles homonymes, voir Les Détraqués et The Happening.
Pour plus de détails, voir Fiche technique et Distribution.
Les Détraqués (titre original : The Happening) est un film américain réalisé par Elliot Silverstein, sorti en 1967.

## Synopsis
Un ancien gangster devenu homme d'affaires est enlevé, mais ses proches (sa femme, sa mère, et même ses anciens associés de la Mafia) refusent de payer la rançon ! Ulcéré, l'homme enlevé prépare sa vengeance, avec l'aide de ses ravisseurs.

## Fiche technique
- Titre original : The Happening
- Titre français : Les Détraqués
- Réalisation : Elliot Silverstein, assisté de Robert Altman (non crédité)
- Scénario : Frank R. Pierson, James D. Buchanan et Ronald Austin
- Direction artistique : Albert Brenner
- Décors : Richard Day
- Costumes : Gene Coffin
- Montage : Philip W. Anderson
- Musique : Frank De Vol
- Production : Jud Kinberg, Sam Spiegel
  - Producteurs associés : Howard B. Jaffe, Robert Manchel, David Wolfson
- Société(s) de production : Horizon Pictures, Columbia Pictures Corporation
- Pays d’origine :  États-Unis
- Langue : Anglais
- Format : Couleurs (Pathécolor) - 35 mm
- Genre : Comédie dramatique
- Durée : 100 minutes
- Dates de sortie :
  - États-Unis : 17 mai 1967
  - France : 30 août 1967

## Distribution
- Anthony Quinn : Roc Delmonico
- Michael Parks : Sureshot
- George Maharis : Taurus
- Faye Dunaway : Sandy
- Robert Walker Jr. : Herby
- Oskar Homolka : Sam
- Milton Berle : Fred